# Auckland Open 2025
Auckland Open 2025 (sponsorizat de ASB Bank) a fost un turneu profesionist de tenis ATP și WTA, care s-a jucat pe terenuri dure în aer liber. A fost cea de-a 38-a ediție a probei feminine, și cea de-a 47-a ediție a probei masculine. S-a desfășurat la Centrul de tenis ASB din Auckland, Noua Zeelandă, în perioada 30 decembrie 2024 – 5 ianuarie 2025 pentru femei și 6–11 ianuarie 2025 pentru bărbați.

## Campioni

### Simplu masculin
Pentru mai multe informații consultați Auckland Open 2025 – Simplu masculin

### Simplu feminin
Pentru mai multe informații consultați Auckland Open 2025 – Simplu feminin

### Dublu masculin
Pentru mai multe informații consultați Auckland Open 2025 – Dublu masculin

### Dublu feminin
Pentru mai multe informații consultați Auckland Open 2025 – Dublu feminin

## Puncte și premii în bani

### Distribuția punctelor
| Probă           | C   | F   | SF  | QF | Runda doi | Runda unu | Q2  | Q1  |
| Simplu masculin | 250 | 165 | 100 | 50 | 25        | 0         | 7   | 0   |
| Dublu masculin  | 250 | 150 | 90  | 45 | 20        | 0         | N/A | N/A |
| Simplu feminin  | 250 | 163 | 98  | 54 | 30        | 1         |     |     |
| Dublu feminin   | 250 | 163 | 98  | 54 | 1         | N/A       | N/A | N/A |

### Premii în bani
| Probă           | C        | F        | SF       | QF       | Runda doi | Runda unu | Q2      | Q1      |
| Simplu masculin | 96.985 $ | 56.650 $ | 33.055 $ | 18.685 $ | 10.955 $  | 5.580 $   | 3.480 $ | 1.865 $ |
| Dublu masculin* | 35.570 $ | 18.510 $ | 9.770 $  | 5.450 $  | 2.980 $   | 1.660 $   | N/A     | N/A     |
| Simplu feminin  | 36.300 $ | 21.484 $ | 11.970 $ | 6.815 $  | 4.160 $   | 2.975 $   | 2.200 $ | 1.420 $ |
| Dublu feminin * | 13.200 $ | 7.430 $  | 4.260 $  | 2.540 $  | 1.960 $   | N/A       | N/A     | N/A     |

*per echipă